# The Hitchhiker's Guide to the Galaxy
 "H2G2" omdirigeres hertil. For andre betydninger af H2G2, se H2G2 (hjemmeside).
The Hitchhiker's Guide to the Galaxy (på dansk oversat til Håndbog for vakse galakseblaffere, Turen går til mælkevejen, Blafferens galakseguide og Den komplette guide til galaksen), udtænkt af Douglas Adams, kom til verden som en komisk radiodrama-serie. Siden har historien gennemgået tilstandsformerne romanserie, tv-serie og computerspil. Historien er senere blevet til en spillefilm der havde premiere i Danmark i august 2005.

## Historien om historien (uddrag)
Bøgerne kaldes "en trilogi i fem dele". Takket være bl.a. sin geospecifikke frihed (helt bogstaveligt) bliver serien dyrket verden over for sine bizarre situationer og sidehistorier, samt endnu mere bizarre figurer og fænomener som Babelfisken, Vogon-poesi, uendelig usandsynlighedskraft, flyvningens hemmelighed, Slartibartfast, den paranoide androide Marvin og "svaret på det store spørgsmål om livet, universet og alt det der", anarki, ironi og de medfølgende politiske stikpiller.
Originaltitlen, The Hitchhiker's Guide to the Galaxy, ses ofte forkortet til "HHG", "HHGG", "HHGTTG" eller "H2G2". Grunden til miseren er nok ordet Hitchhiker. Det bliver ret konsekvent stavet forskelligt fra udgave til udgave af tilstandsformen romanserie.  Man kan nævne "Hitch-Hiker's Guide", "Hitch Hiker's Guide" og "Hitchhiker's Guide". Adams skal efter sigende selv have foretrukket Hitchhiker.
Man bør være opmærksom på, hvilken Håndbog for vakse galakseblaffere der er tale om. For Håndbog for vakse galakseblaffere kan nemlig være selve historien i tilstandsformen romanserie eller det første bind i samme romanserie eller leksikonet som spiller en så afgørende rolle i romanserien, at den simpelthen har fået navn efter det.  Desuden kan der være tale om radiohørespillet, tv-serien eller spillefilmen.
Radioseriens seks første afsnit (+ et syvende den jul) blev sendt i 1978, og allerede i 1979 kom den første bog, som var baseret på de første fire radioafsnit. I 1980 kom yderligere fem radioserieafsnit, og let omrokerede blev de til den anden bog. Herefter sluttede radioserien, og romanserien fortsatte ud af adskillige af sine egne spor. I 2004 og 2005 sendte BBC nye afsnit i serien baseret på tredje, fjerde og femte bog i serien.
De to første bøger førte på deres side en tv-serie i seks afsnit med sig, som gik i luften i 1981. Serien har været genstand for en del versionering, men den seneste DVD-udgave hævdes at være den sidste og endelige version. I 1984 kom historien i en udgave som interaktiv fiktion, dvs. tekstbaseret computerspil.
Med den mediehistorie, som fortællingen har gennemgået, har mere almindelig merchandising været uundgåelig. Således skulle det være muligt at købe et stort badehåndklæde broderet med ordene: "... any man who can hitch the length and breadth of the galaxy and still know where his towel is is clearly a man to be reckoned with", som en reference til bøgerne.
Den femte bog, Næsten ufarlig, skulle have været afslutningen på denne "til stadighed mere upræcist benævnte trilogi". Men da Douglas Adams døde i 2001, var han i gang med at skrive endnu en bog, med arbejdstitlen The Salmon of Doubt, som han havde givet udtryk for, enten skulle være et bind mere i galakseblafferserien eller i hans anden serie om Dirk Gently. Efter Douglas Adams død blev en samling af historier og interviews udgivet med titlen "The Salmon of Doubt" (ikke oversat til dansk), og denne indeholder også et antal kapitler fra den ufærdige bog, reddet fra Douglas Adams' computer. Disse kapitler er dog skrevet til Dirk Gently-serien.
Serien har også ved flere lejligheder været opført som teaterstykke.
En filmatisering instrueret af Garth Jennings og baseret på et manuskript af Douglas Adams, men viderebearbejdet af Karey Kirkpatrick efter Douglas Adams' død, havde premiere i USA 26. april 2005.

## Resume af historien
Bogen følger eventyret om Arthur Dent, en ganske almindelig jordbo fra England som bliver reddet af sin ven Ford Prefect, som kommer fra en lille planet et eller andet sted i nærheden af Betelgeuse, og som er researcher for den kendte bestseller Håndbog for vakse galakseblaffere. I starten af historien bliver Jorden sprængt i luften af Vogonerne for at gøre plads til en intergalaktisk ekspresrute. Desværre for de to helte får de et lift på en af Vogonernes skibe og bliver hurtigt smidt ud igen. De bliver imidlertid reddet af det utrolige skib Guldhjertet som er blevet stjålet af Zaphod Beeblebrox, Ford Prefects halvfætter og galaksens præsident. Skibet flyver på en Uendelig Usandsynlighedskraft, så man flyver derhen, hvor det er allermest usandsynligt at man ville flyve hen, hvilket er meget praktisk for Zaphod som lige nu flygter fra alskens rumpoliti. På skibet er også resten af de vigtige personer: Trillian, en pige fra Jorden som Arthur engang mødte til en fest, og så Marvin, den altid deprimerede robot.
Skibet fører besætningen til den sagnomspundne planet Magrathea, hjem for den nu kollapsede planetbyggeindustri, og her møder Arthur den ældre planetarkitekt Slartibartfast, som blandt andet har stået for at lave fjordene i Norge. Han fortæller Arthur, at en race hyperintelligente pandimensionale væsener for mange millioner år siden byggede en computer kaldet Dybest Set som skulle finde svaret på livet, universet og alt det der. Efter syv en halv millioner år finder computeren ud af, at svaret på spørgsmålet er 42. Derefter blev der bygget en endnu større computer kaldet Jorden for at finde spørgsmålet på svaret. Jorden blev drevet af de hyperintelligente pandimensionale væsener, som viser sig at være mus. 5 minutter før programmet for at finde spørgsmålet til svaret var fuldendt, blev jorden sprængt i luften af vogonerne. Musene er derfor meget ivrige efter at få spørgsmålet, og de gider ikke at vente endnu 10 millioner år, så de håber, at ved at få Arthurs hjerne kan se spørgsmålet i hjernebølgerne. Arthur nægter, og musene forsøger at tage den med magt. Heldigvis (for Arthur) lyder der en alarm, og hovedpersonerne formår at flygte inden musene tager hjernen. Dette var den første bog.
I den anden bog i serien, Den sidste restaurant i universet, bliver Guldhjertet fanget af vogonerne, som gerne vil have jordboerne dræbt, og de kan ikke flygte da skibscomputeren Eddie er optaget af at finde ud af hvordan man laver te. Derimod kommer Zaphods afdøde oldefar til undsætning og sender Zaphod ud på den mission, han har glemt han skulle udføre. Det fører ham til Håndbog for vakse galakseblafferes hovedkontor, hvor han møder Zarniwoop, endnu en researcher for håndbogen, som ved hvor han skal finde den hemmelige hersker af galaksen, hvilket er hans mission. Derefter mødes holdet igen, og de tager til Milliways, Den sidste restaurant i universet. Her kan man sidde og spise imens man ser universets undergang. Angående betaling for middagen skal man blot indsætte 5 øre på en bankkonto i sin egen tid. Når man så rejser frem til restauranten har renters rente gjort, at man har penge nok. Trillian og Zaphod tager derefter til det sted hvor universets hersker skulle være: et lille faldefærdigt skur med en kat og en mand som ikke tager noget for givet – hvem ved om alt det uden for huset findes, når man ikke kan se det? Arthur og Ford bliver slynget tilbage i tiden og lander på et stort skib, en slags Noas Ark, fyldt med 15 millioner frosne mellemklassemennesker (telefonhygiejnikere, reklamekonsulenter, frisører osv.), som deres egen planet ville af med, og kort tid efter lander disse nedfrosne mellemklassemennesker på den forhistoriske jord. Det medfører også, at programmet, Jorden oprindeligt var stillet til at udføre blev påvirket fordi den nye race udrydder de oprindelige hulemænd der levede på den. Arthur og Ford skilles.

## De fem bøger i galakseblaffer-trilogien
I forbindelse med publiceringen af spillefilmen, blev nye danske oversættelser af alle bøger og historier udgivet. De nye oversættelser er af Lasse Schmidt, Bjarne Skovlund, Michael Krefeld, Jan Pock-Steen, Mette Egerod og Per Vadmand.
- Blafferens galakseguide, 2005 (orig. The Hitchhiker's Guide to the Galaxy, 1979)
- Restauranten for enden af universet, 2005 (orig. The Restaurant at the End of the Universe, 1980)
- Livet, universet og det hele, 2005 (orig. Life, the Universe and Everything, 1982)
- Farvel, og tak for alle fiskene, 2005 (orig. So Long, and Thanks For All the Fish, 1985)
- Næsten ufarlig, 2005 (orig. Mostly Harmless, 1992)

### Andre historier baseret på galakseblaffer-universet
- Unge Zaphod tager ingen chancer, 2005 (orig. Young Zaphod Plays it Safe, 1986)

### Helle Gilderdales oversættelser
Helle Gilderdales oversættelser havde ikke helt de samme titler, og den femte bog var ikke udkommet endnu.
- Håndbog for vakse galakse-blaffere, 1985 (orig. The Hitchhiker's Guide to the Galaxy, 1979)
- Den sidste restaurant i universet, 1986 (orig. The Restaurant at the End of the Universe, 1980)
- Livet, universet og alt det dér, 1987 (orig. Life, the Universe and Everything, 1982)
- Farvel – og tak for fisk, 1988 (orig. So Long, and Thanks For All the Fish, 1985)

## Radiospillet på dansk
I efteråret 1989 sendte Danmarks Radios P1 de seks første afsnit af radiospillet under titlen Turen går til mælkevejen, oversat af Jesper Klein.  De er nu tilgængelige på DR's Bonanza-arkiv.